# Björkmanstjärnen
Björkmanstjärnen är en sjö i Ljusnarsbergs kommun i Västmanland och ingår i Norrströms huvudavrinningsområde. Sjöns area är 0,02 kvadratkilometer och den är belägen 290 meter över havet.